# Creagrutus melanzonus
Creagrutus melanzonus är en fiskart som beskrevs av Eigenmann, 1909. Creagrutus melanzonus ingår i släktet Creagrutus och familjen Characidae. Inga underarter finns listade i Catalogue of Life.